# Río Bío Bío

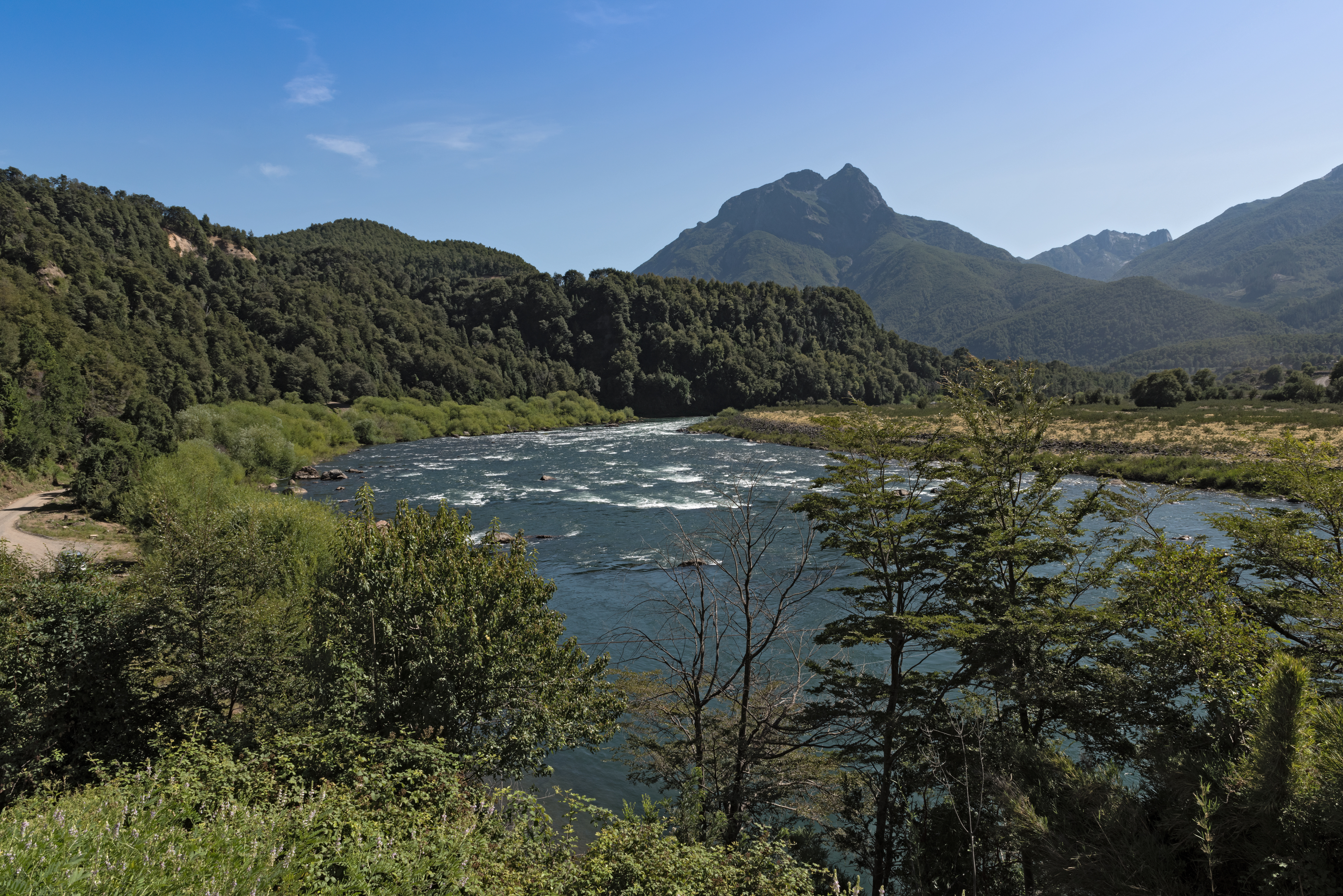
Der Bio Bio bei Loncopangue

Der Río Bío Bío, auch Biobío, ist der zweitlängste Fluss in Chile. Er ist 380 Kilometer lang.
Er verläuft etwa 500 Kilometer südlich von Santiago de Chile. Er entspringt dem Galletue-See in den Anden. Er fließt bei San Pedro de la Paz in den Golf von Arauco.

## Verlauf
Auf den ersten Kilometern, wo er auch das Wasser des Río Rucanuco, des Ausflusses des Icalma-Sees, aufnimmt, fließt der Río Bío Bío nach Osten hin zum Hauptkamm der Anden. Bald ändert sich der Flusslauf nach Norden. Im Mittellauf wechselt der Verlauf mehr nach Nordwesten der Mündung in den Pazifik zu.
Größere Städte am Río Bío Bío von der Mündung zur Quelle:
- San Pedro de la Paz
- Concepción
- La Laja
- Nacimiento
- Santa Bárbara

## Geschichte
Der Bío Bío wurde im Jahr 1544 von Juan Bautista Pastene entdeckt. Der Bío Bío bildete lange die Grenze zwischen dem spanischen Machtbereich und den Gebieten der Pehuenchen und Mapuche und damit nach wie vor zur Region Patagonien.
1647 schlossen die Spanier und die Mapuche einen Friedensvertrag mit dem Río Bío Bío als Grenze. Allerdings wurde dieser von den Spaniern immer wieder unterlaufen, so dass bereits 1655 der Arauco-Krieg wieder aufflammte.

## Wirtschaft und Umwelt
Seit Ende der 1970er Jahre plante das chilenisch-spanische Energieunternehmen ENDESA den Bau von sechs großen Talsperren am Bío Bío. 1997 wurde der erste Staudamm bei Pangue abgeschlossen. Die Stauseen überfluten große Gebiete der Pehuenche und zerstören deren Fischgründe. Die gesamte Umwelt am Unterlauf des Bío Bío wurde durch die Staudämme stark verändert. Am 16. September 2003 schlossen die Pehuenche einen Vertrag mit der chilenischen Regierung, der sie für die Landverluste entschädigt. Der zweite Stausee, die Ralco-Talsperre, wurde 2002 fertiggestellt und 2004 aufgestaut.

## Talsperren und Stauseen
Flussabwärts gesehen wird der Bío Bío durch die folgenden Wasserkraftwerke aufgestaut:
| Talsperre | Betreiber | Max. Leistung (MW) | Stausee   | Oberfläche (km²) | Volumen (Mio. m³) |
| --------- | --------- | ------------------ | --------- | ---------------- | ----------------- |
| Ralco     | ENDESA    | 690                | Ralco     | 34               | 1.222             |
| Pangue    | ENDESA    | 467                | Pangue    |                  | 175               |
| Angostura | Colbún    | 316                | Angostura | 6,41             | 100               |

## Tourismus
An der Mündung gehören rund 22 Kilometer des Flusses zur Stadt San Pedro de la Paz. Die Seen Laguna Grande San Pedro und Laguna Chica San Pedro bieten Naturlandschaften zum Wandern. Der Fluss ist ebenfalls sehr beliebt zum Kajakfahren und Rafting.
Die Täler Valle del Bío-Bío und Valle Itata bilden die südlichsten Weinanbaugebiete Chiles.
Das Mündungsgebiet liegt im Naturreservat Lago Galletué. Das Gebiet von Alto Biobío am Mittellauf ist leicht touristisch erschlossen.